# Municipio de Perry (condado de Clarion)
El municipio de Perry (en inglés: Perry Township) es un municipio ubicado en el condado de Clarion en el estado estadounidense de Pensilvania. En el año 2000 tenía una población de 1.064 habitantes y una densidad poblacional de 14.2 personas por km².

## Geografía
El municipio de Perry se encuentra ubicado en las coordenadas 41°08′00″N 79°35′59″O / 41.13333, -79.59972.

## Demografía
Según la Oficina del Censo en 2000 los ingresos medios por hogar en la localidad eran de $31,563 y los ingresos medios por familia eran de $36,985. Los hombres tenían unos ingresos medios de $26,771 frente a los $18,875 para las mujeres. La renta per cápita de la localidad era de $13,795. Alrededor del 9,8% de la población estaba por debajo del umbral de pobreza.